# Massacre des Innocents (Finson)
Pour les articles homonymes, voir Le Massacre des Innocents.
Le Massacre des Innocents est une peinture sur toile réalisé en 1615 par le peintre flamand Louis Finson. Elle est aujourd'hui exposé à la collégiale Sainte-Begge d'Andenne.

## Histoire
Né à Bruges, probablement vers 1575, Finson part vers l'Italie en 1600. Il y devient un des premiers adeptes flamand de Caravage. En 1613, il revient vers la France et se consacre à des réalisations à Marseille, Arles, Aix-en-Provence. Après un séjour à Paris il quitte la ville à l'été 1615 et part vers Amsterdam.
En 1621, cette toile du Massacre des innocents est sollicitée à l'achat par le roi du Danemark (Christian IV) auprès d'un marchand d'Amsterdam. La vente, pour des raisons inconnues, ne se conclut pas et la toile ne réapparait sur le marché de l'art qu'en 1854 à Liège. Elle est finalement acquise par le doyen d'Andenne, l'abbé Léonard-Joseph Courtois, visionnaire en matière d'art,.       

## Description
La toile représente une scène de l'épisode relaté dans l'Évangile selon Matthieu : le meurtre de tous les enfants de moins de deux ans dans la région de Bethléem après le départ de Marie et Joseph vers l'Égypte avec l'Enfant Jésus. Il est conservé à la collégiale Sainte-Begge à Andenne en Belgique.
L'Évangile selon Matthieu (2:14-18) relate l'épisode :
« Joseph se leva , prit avec lui l'enfant et sa mère et se retira en Égypte… Alors Hérode, se voyant joué par les mages, entra dans une grande colère, et envoya tuer, dans Bethléem et tout son territoire, tous les enfants jusqu'à deux ans …. »
C'est une scène biblique des plus tragique. Elle est réalisée par Finson en 1615, deux 2 ans avant sa mort en 1617, à l'âge de 42 ans. Monumentale, spectaculaire, elle présente deux plans principaux : à l'avant-plan une cohue de personnages savamment structurée et en arrière-plan des bâtiments censés évoquer la ville de Bethléem. Les dimensions du tableau sont impressionnantes. Finson s'éloigne, avec cette toile, du caravagisme et tend vers un style plus baroque.

## Classement
Le tableau est classé comme trésor de la Communauté française de Belgique depuis le 26 mars 2010. Le classement est paru au Moniteur belge le 28 septembre 2010.
Il s'agit du seul tableau de Louis Finson conservé en Belgique et est le tableau plus savamment structuré de l'artiste selon Didier Bodart, ce qui correspond parfaitement au critère de grande qualité de conception.

## Conservation-restauration de peinture
Les experts de l'Institut royal du patrimoine artistique (IRPA)  ont évalué en 2021 l'état de dégradation de la couche picturale et du vernis. Sur base de leur étude, le tableau fera l'objet d'une restauration dans les années qui viennent. Un Challenge Patrimoine est organisé par l'IRPA, pour intéresser le public à la préservation des œuvres de qualité en Belgique dont celle de Finson fait partie.